# 7 Puntos Mágicos de Chiclana
Los 7 Puntos Mágicos de Chiclana de la Frontera, se denomina a la ruta creada en el año del 7º Centenario de la Creación de la Ciudad de Chiclana (1203-2003), en la provincia de Cádiz.
Es una ruta que mezcla las mejores vistas de Chiclana con la historia del municipio, recomendada para turismo.

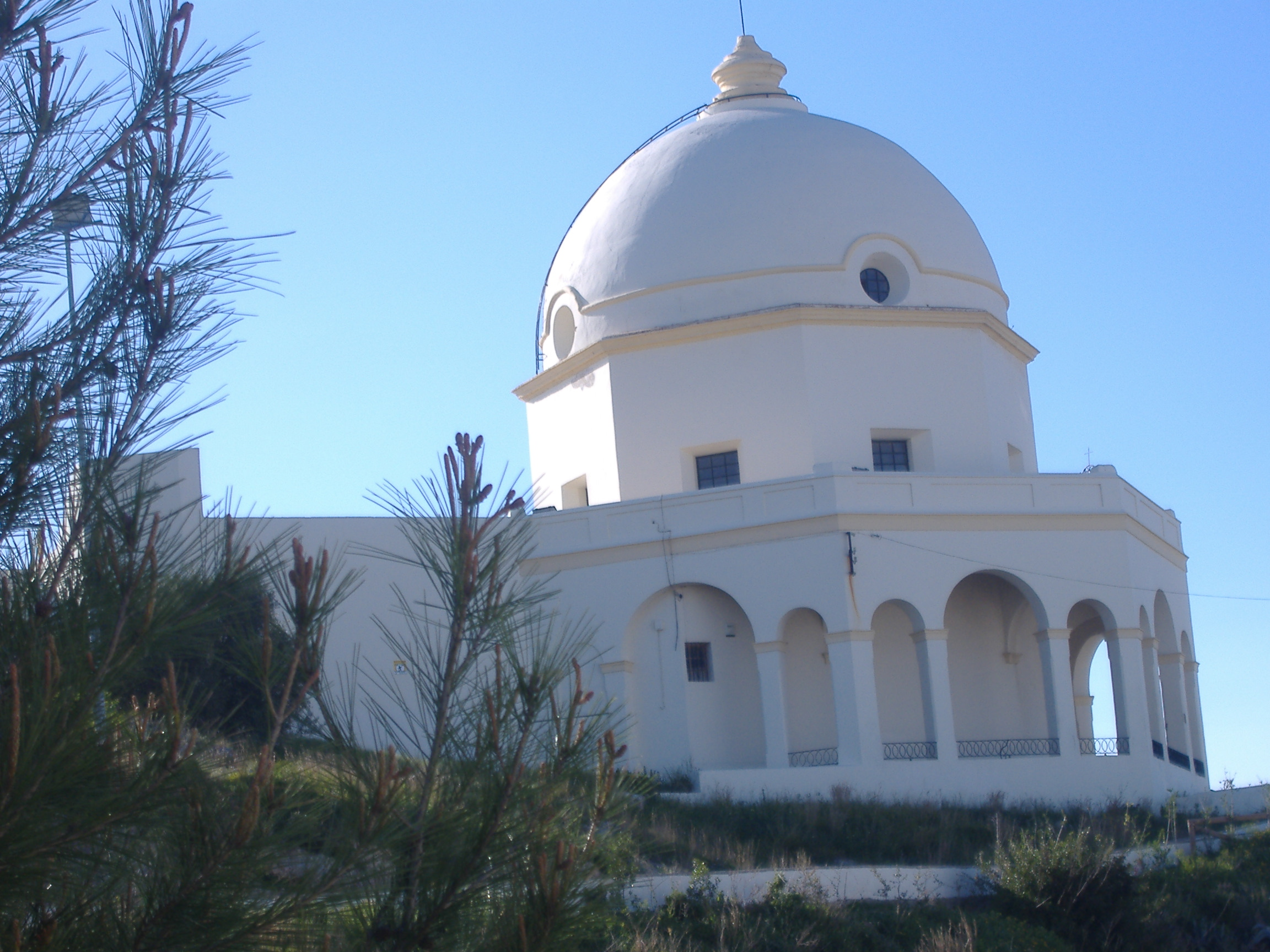
Ermita de Santa Ana

## Ruta
Los siete puntos mágicos de Chiclana son:
1. Templo de Hércules: con vistas al castillo del Islote de Sancti Petri, situada en el punto donde, durante el equinoccio de verano, se esconde el sol justo tras la torre del castillo.
2. Loma del Puerco: conmemoración de la batalla de La Barrosa o batalla de Chiclana, una de las más sonadas de la Guerra de la Independencia en 1811.
3. Colina de Santa Ana: junto a la ermita de Santa Ana, desde donde se divisa, en 360°, todo el territorio y parte de las marismas.
4. Las Salinas: En el Pinar de los Franceses, justo en la zona donde estuvieron las baterías francesas que sitiaban Cádiz. Se divisa parte del parque natural de la Bahía de Cádiz
5. Miralmar: Camino a la vecina Conil hay un mirador sobre una colina, desde donde se tiene una bonita vista sobre los campos de Chiclana
6. El Carrascal: Con vistas a las zonas de La Banda y El Lugar.
7. Pinar de La Espartosa: uno de los pulmones de la ciudad.

A los pies de cada uno de estos lugares se cita en una placa de piedra la referencia histórica en un párrafo.
Como por ejemplo el que se puede leer a los pies de la Torre del Templo de Hércules:

Caminante, desde aquí tus ojos contemplan hoy el mismo escenario que hace tres mil años contemplaron los fenicios y eligieron para construir su famoso Templo a Melkart (hoy Castillo de Sancti Petri). Tú disfrutas ahora de este espectáculo único que tanto los fenicios como Aníbal y Julio César pudieron ver al atardecer durante los equinoccios de primavera y otoño cuando el candente disco solar se ponía justo en la vertical del Santuario de Hércules antes de que, según sus creencias, se apagaran las aguas del Atlántico con estruendosos chirridos